# Пошта Русије
Пошта Русије (рус. Почта России) је руска државна компанија чија је делатност пријем, слање и достава поште у Русији. Има преко 40.000 поштанских филијала широм земље. Пошта Русије у сарадњи са „Свиаз банком“ пружа банкарске услуге широм Русије.. Садашњи правни облик има од 2002. године након издвајања из Министарства комуникација.

## Историјат
Пошта Русије је заједно са још 21 државом 1874. године основала Светски поштански савез. Године 1902. Главна поштанска управа је постала део Министарства унутрашњих послова, а 1917. Министарства за пошту и телеграф. Током Другог светског рата Совјетска пошта је део Народног комесаријата за комуникације. Године 1993. Пошта Русије постаје део Министарства за комуникацију, а од 2002. функционише као федерално унитарно предузеће.
Услуге за предузећа
Пошта Русије је створила мрежу drop-off тачака, где прихвата велике партије пошаља са наручењима, укључујући и оне оформљене на маркетплејсима. Компанија ће такође пружити услугу фулфилмента компанијама за интернет трговину на бази својих логистичких центара.
Од 2022.године Пошта Русије у 75 градова пружа трговцима маркетплејса услугу по испоруци робе на складиште трговачких места. У мају 2022.године Пошта Русије и ОАО РЖД покренули су први Поштански контејнерски воз Росија по маршруту Москва Владивосток. Сервис је оријентисан на превоз поштанских посланица, као и комерцијалних сакупљених терета. У јуну 2022.године компанија је покренула испоруку од 60 минута из малопродајних и онлајн продавница. Планира да трговцима обезбеди своје курире и ИТ инфраструктуру, а продајом ће се бавити саме продавнице.
Од 1.септембра 2022. године, карте лотарија Столото престале су да се продају преко Поште Русије (40 хиљада одељења). Упркос смањењу од 36%, број тачака ширења "Столото" је износио око 70 хиљада.

## Галерија
- Филијала у Москви.
- Поштанско сандуче Поште Русије.
- Филијала у Сочију.
- Филијала на селу.
- Робот за доставу поште